# Sieraków (Grande-Pologne)
Pour les articles homonymes, voir Sieraków.
Sieraków (prononciation : [ɕeˈrakuf], en allemand : Zirke) est une ville de la Voïvodie de Grande-Pologne et du powiat de Międzychód.
Elle est située à environ 14 kilomètres au nord-est de Międzychód (siège du powiat) et à environ 63 kilomètres au nord-ouest de Poznań, capitale de la voïvodie de Grande-Pologne.
Elle est le siège administratif de la gmina de Sieraków.
Elle s'étend sur 14,08 km2 et compte 8 768 habitants en 2012.

## Géographie

Plan de la ville.

Située au centre de la voïvodie de Grande-Pologne, la ville de Sieraków se trouve au bord de la Warta, un affluent important de l'Oder.
La ville est également située en plein cœur du parc naturel de Sieraków.
On y trouve le haras de Sieraków.

## Monuments

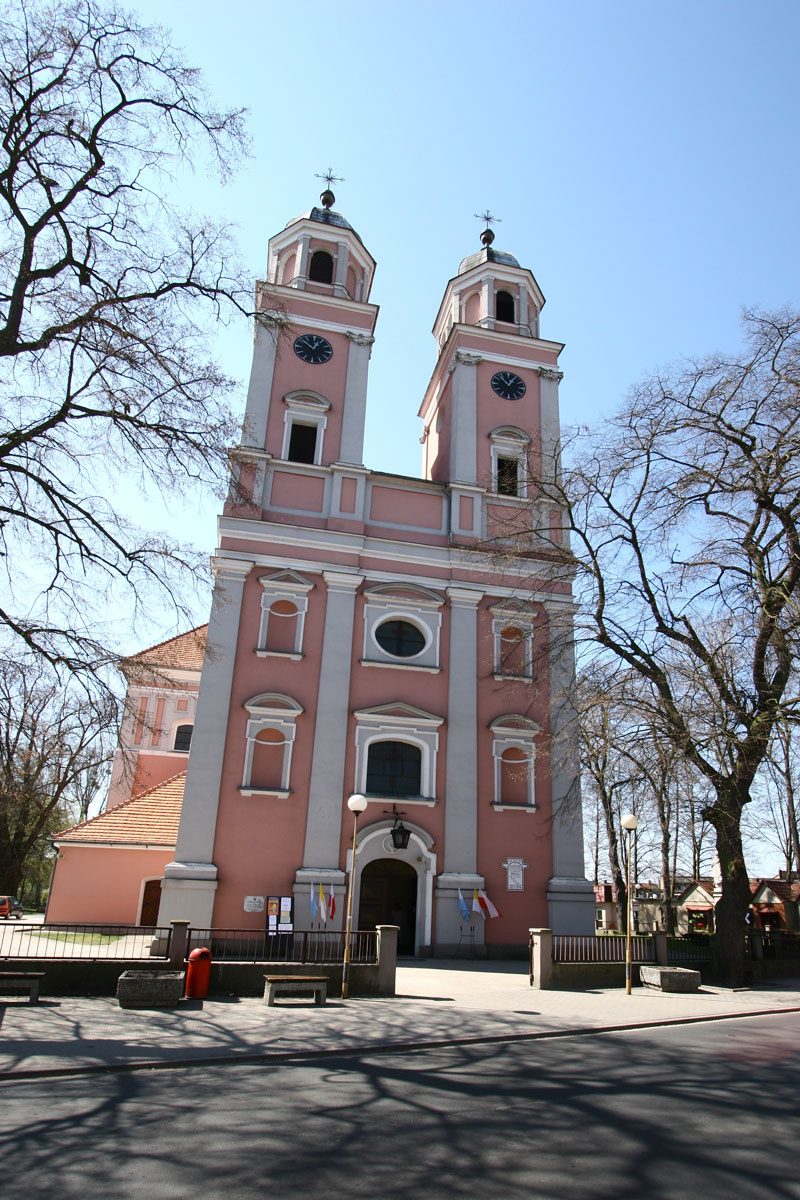
L'Église.
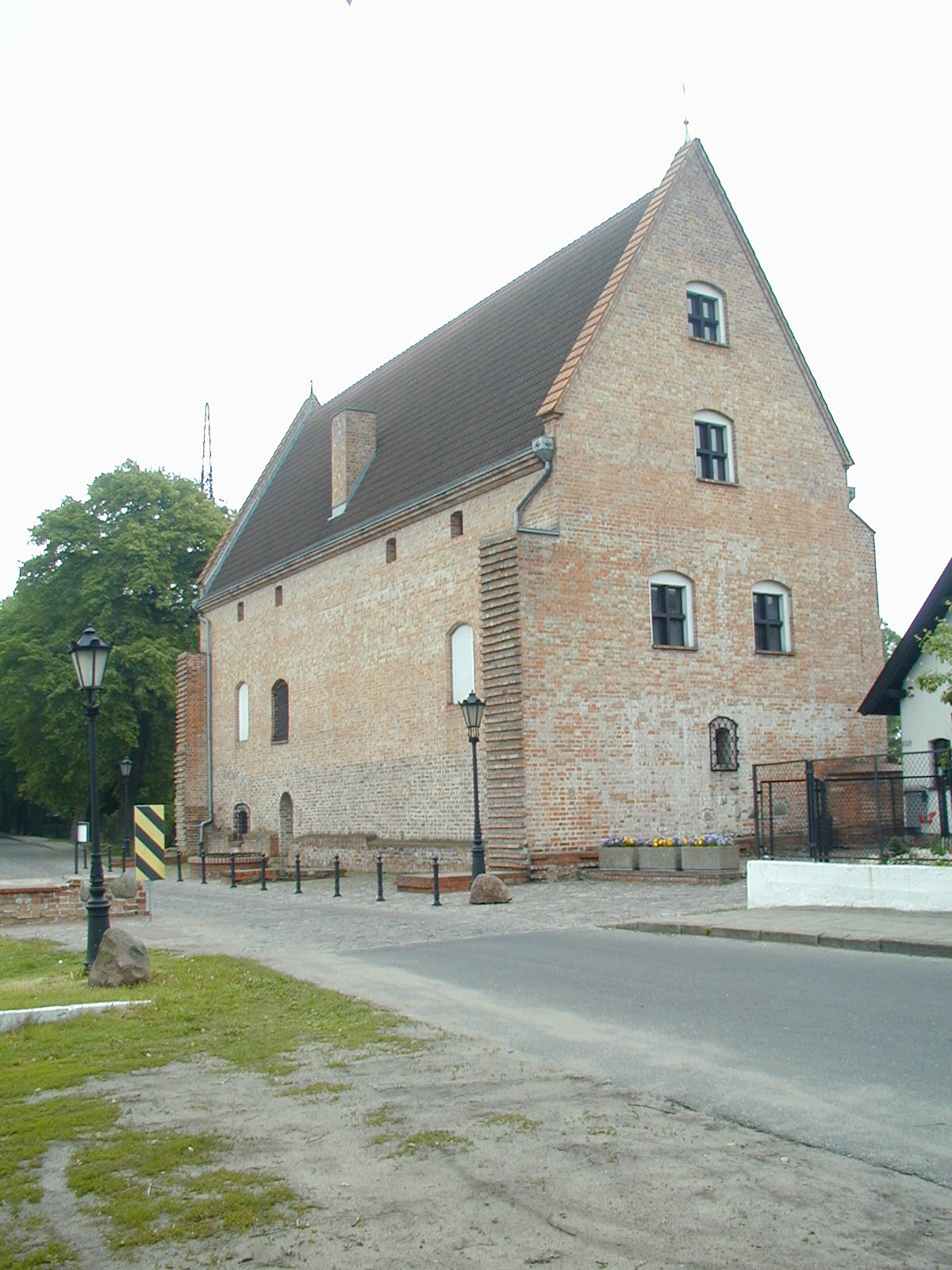
Le château.
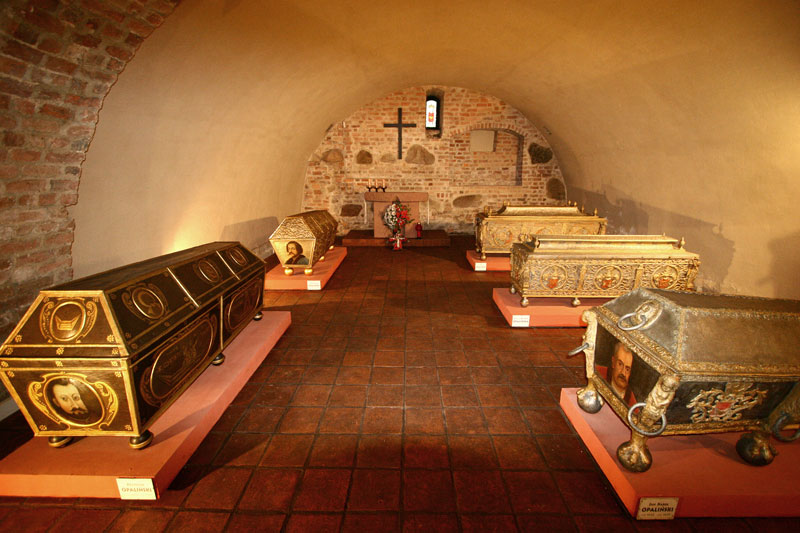
Les sarcophages de la famille Opaliński dans la crypte du château.

## Histoire
En septembre 1939, Sierakow a été le théâtre de l'une des batailles de la campagne de Pologne. Lors de l'offensive allemande visant à liquider la poche de Bzura, des éléments blindés de la Wehrmacht attaquent le village sans appui d'infanterie. Ils se trouvent confrontés à la résistance opiniâtre d'une unité de chenillettes TKS commandées par le sergent Roman Orlik qui contient l'attaque allemande durant une journée. À court de munitions, les forces polonaises doivent faire retraite, laissant le village aux mains des troupes allemandes.

## Voies de communication
La ville est traversée par les routes secondaires 133 (qui rejoint Chełst à Chrzypsko Wielkie), la route secondaire 150 (qui rejoint Sieraków à Wronki), la route secondaire 198 (qui rejoint Sieraków à Międzychód), et la route secondaire 182 (qui rejoint Międzychód à Ujście).